# Helmholtz-Gymnasium Bonn
Das Helmholtz-Gymnasium Bonn (kurz HHG) ist ein öffentliches Gymnasium mit deutsch-englisch-bilingualem Zweig und naturwissenschaftlichem Zweig in Bonn-Duisdorf.

## Schulgeschichte
Das Helmholtz-Gymnasium wurde 1961 unter der Leitung von Wilhelm Schüttler als Gymnasium des Amtes Duisdorf eröffnet. Ein Jahr später wurde es offiziell nach Hermann von Helmholtz benannt. Das Schulgebäude entstand nach einem Entwurf des Düsseldorfer Architekten Bruno Lambart, die Gestaltung der Grün- und Sportanlagen übernahm das Büro des Bonner Gartenarchitekten Heinrich Raderschall. Entscheidend geprägt wurde die Schule in den Jahren 1976 bis 1990 durch ihren Schulleiter Leo Klingen. Seit dem Schuljahr 2000/2001 wird ihm zu Ehren zusätzlich zum Abitur der Dr.-Leo-Klingen-Preis an  Schüler verliehen, die sich besonders durch schulische Leistungen oder soziales Engagement ausgezeichnet haben. Von 1990 bis 2012 wurde das Gymnasium von Martin Berg geleitet. Von 2013 bis 2023 war Dorothee von Hoerschelmann die Schulleiterin. Aktuell wird die Schule von Andrea Gorschlüter geleitet.

## Schulprofil

### Bilingualer Zweig
Die  Schüler erhalten in der Erprobungsstufe Englischunterricht mit einer erhöhten Stundenzahl von fünf statt vier Stunden pro Woche, um am Ende der 6. Klasse die Möglichkeit zu haben, eine bilinguale Schullaufbahn fortsetzen zu können. In der Sekundarstufe 1 werden Erdkunde und Geschichte in englischer Sprache unterrichtet. Alle  Schüler nehmen in der siebten Klasse an einer Fahrt nach England teil.
Für das bilinguale Zertifikat muss in der Qualifikationsphase Erdkunde oder Geschichte als bilinguales Sachfach belegt werden, das dann Teil der Abiturprüfung ist. In der Qualifikationsphase der Sekundarstufe II gibt es die Möglichkeit, zusätzlich zum deutschen Abitur das International Baccalaureate (IB) abzulegen.

### Naturwissenschaftlicher Zweig

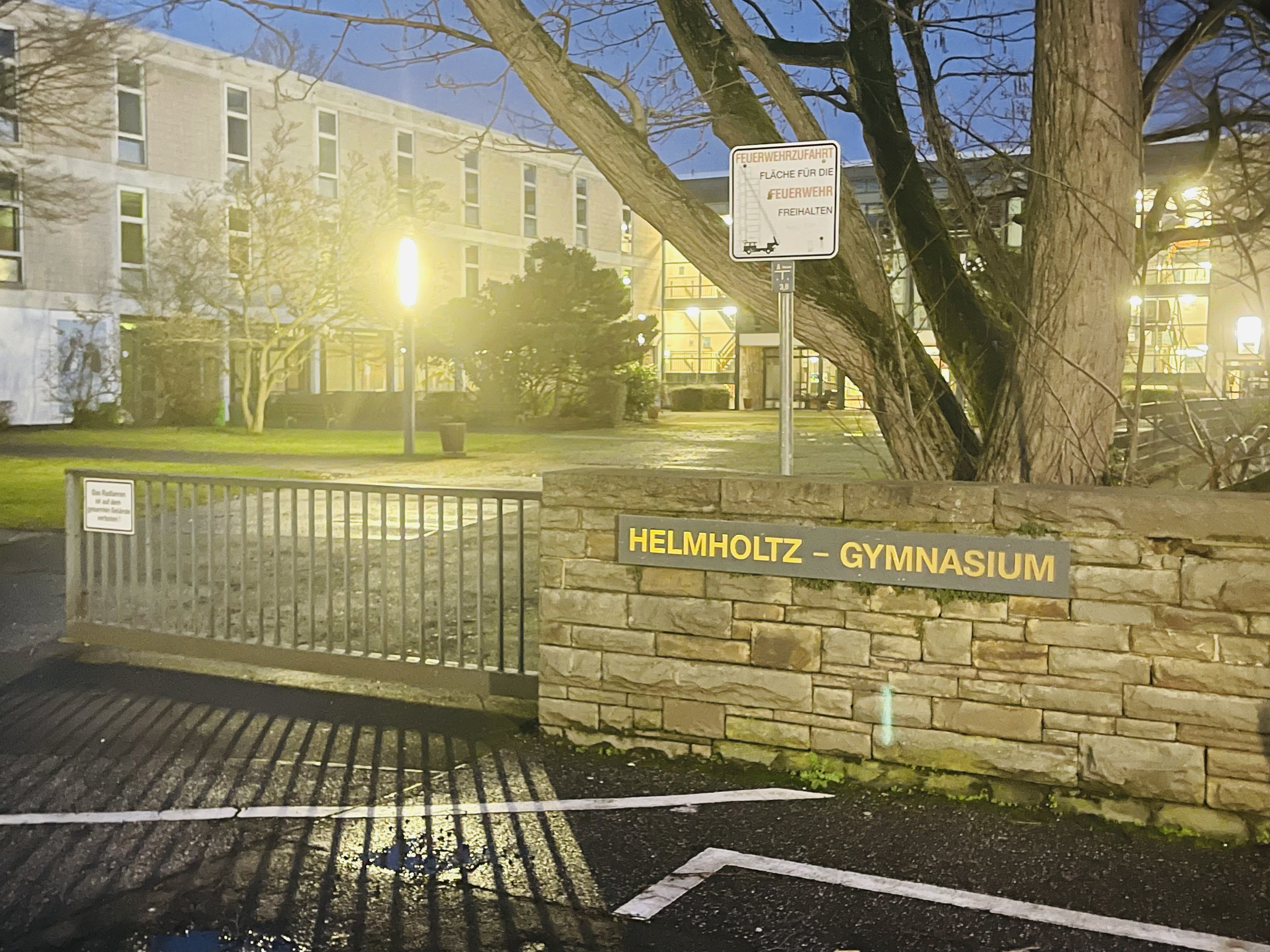
Eingangsbereich des Helmholtz-Gymnasium

Im Gegensatz zum bilingualen Zweig finden in der siebten Klasse zwei zusätzliche Physikstunden statt, in der achten Klasse je eine zusätzliche Chemiestunde. Das entspricht jeweils dem Mehrunterricht im bilingualen Sachfach aus dem bilingualen Zweig.
Leistungsstarke  Schüler können im Bereich des gebundenen Ganztags zusätzlich Forder-AGs in den Bereichen Englisch und Naturwissenschaften belegen. Fördermodule unterstützen leistungsschwächere  Schüler.

### Sprachenfolge
Ab der Erprobungsstufe ist Englisch die erste Fremdsprache, ab der sechsten Klasse kann zwischen Latein oder Französisch als zweite Fremdsprache gewählt werden. Die Wahl einer dritten Fremdsprache ist ab der neunten Klasse möglich. Je nach Entscheidung der zweiten Fremdsprache kann nochmals Latein gewählt werden. Als Alternative zu einer dritten Sprache kann aber auch die Fächer Mathematik/Informatik oder Naturwissenschaften gewählt werden.
Des Weiteren können die  Schüler in der Sekundarstufe II Spanisch und ab dem Schuljahr 2009/2010 auch Chinesisch als neu einsetzende Fremdsprache wählen.

### Zentralkurse
Die Schule bietet im künstlerischen Bereich zentrale Leistungskurse in Musik und Kunst an. Sie finden an einem der teilnehmenden Gymnasien statt, soweit sich genügend Interessenten für den entsprechenden Kurs finden.
Der Musik-Leistungskurs findet seit 1998 abwechselnd am Ernst-Moritz-Arndt-Gymnasium und am Helmholtz-Gymnasium statt.
Für das Schuljahr 2023/2024 ist die Schule als Bündelungsgymnasium ausgewiesen.

## Kooperation mit anderen Gymnasien
Um die Kombinationsmöglichkeiten der Leistungskurse zu erweitern, kooperiert das Helmholtz-Gymnasium mit dem Ernst-Moritz-Arndt-Gymnasium sowie dem Hardtberg-Gymnasium. Sind an der eigenen Schule nicht genügend Interessenten, um einen eigenen Kurs in einem bestimmten Fach einzurichten, so gibt es die Möglichkeit, einen Kooperationskurses zusammen mit der jeweils anderen Schule anzubieten.
Das Helmholtz Gymnasium pflegt Schulpatnerschaften mit Schulen in anderen Ländern, wie zum Beispiel das Lycée Georges Clemenceau in Villemomble, Paris, Frankreich; der Ma’anshan No.2 High School in Nanjing, Volksrepublik China und dem I.E.S. Sánchez Cantón in Pontevedra, Spanien. Dorthin finden regelmäßig Schüleraustausche statt.

## Besondere Aktivitäten
Das Helmholtz-Gymnasium verfügt über einen Schulchor, und mehrere Theatergruppen. Es gibt zahlreiche Kooperationen mit außerschulischen Institutionen. Eine regelmäßige Zusammenarbeit besteht u. a. mit der in Bonn ansässigen Deutschen Post sowie der Sparkasse KölnBonn.

## Persönlichkeiten

### Schüler
- Ricarda Brandts (* 1955), Präsidentin des Verfassungsgerichtshofs und des Oberverwaltungsgerichts für das Land Nordrhein-Westfalen (5.–7. Klasse bis 1969)
- Nils Frenzel (* 1991), Autor und Journalist (Abitur 2010)
- Elisabeth Heister-Neumann (* 1955), ehemalige Justiz- und Kultusministerin in Niedersachsen (Abitur 1973)
- Jeremy Mockridge (* 1993), Schauspieler (5.–7. Klasse bis 2007)
- Jürgen Nolte (* 1959), Säbelfechter, Olympiateilnehmer 1984, 1988, 1992, achtmaliger deutscher Meister, Vizeweltmeister 1990 und 1991 (Abitur 1978)
- Axel Ockenfels (* 1969), Wirtschaftswissenschaftler (Abitur 1988)
- Wolfgang Schulze (1953–2020), Sprachwissenschaftler und Hochschullehrer (Abitur 1972)
- René Toussaint (* 1958), Schauspieler (Abitur 1974)
- Roger Willemsen (1955–2016), Autor und Moderator (Abitur 1976)

### Lehrer
- Werner Trutwin (1929–2019), Lehrer für die Fächer Philosophie, katholische Religion und Latein am Helmholtz-Gymnasium von 1963 bis 1972

## Bildergalerie

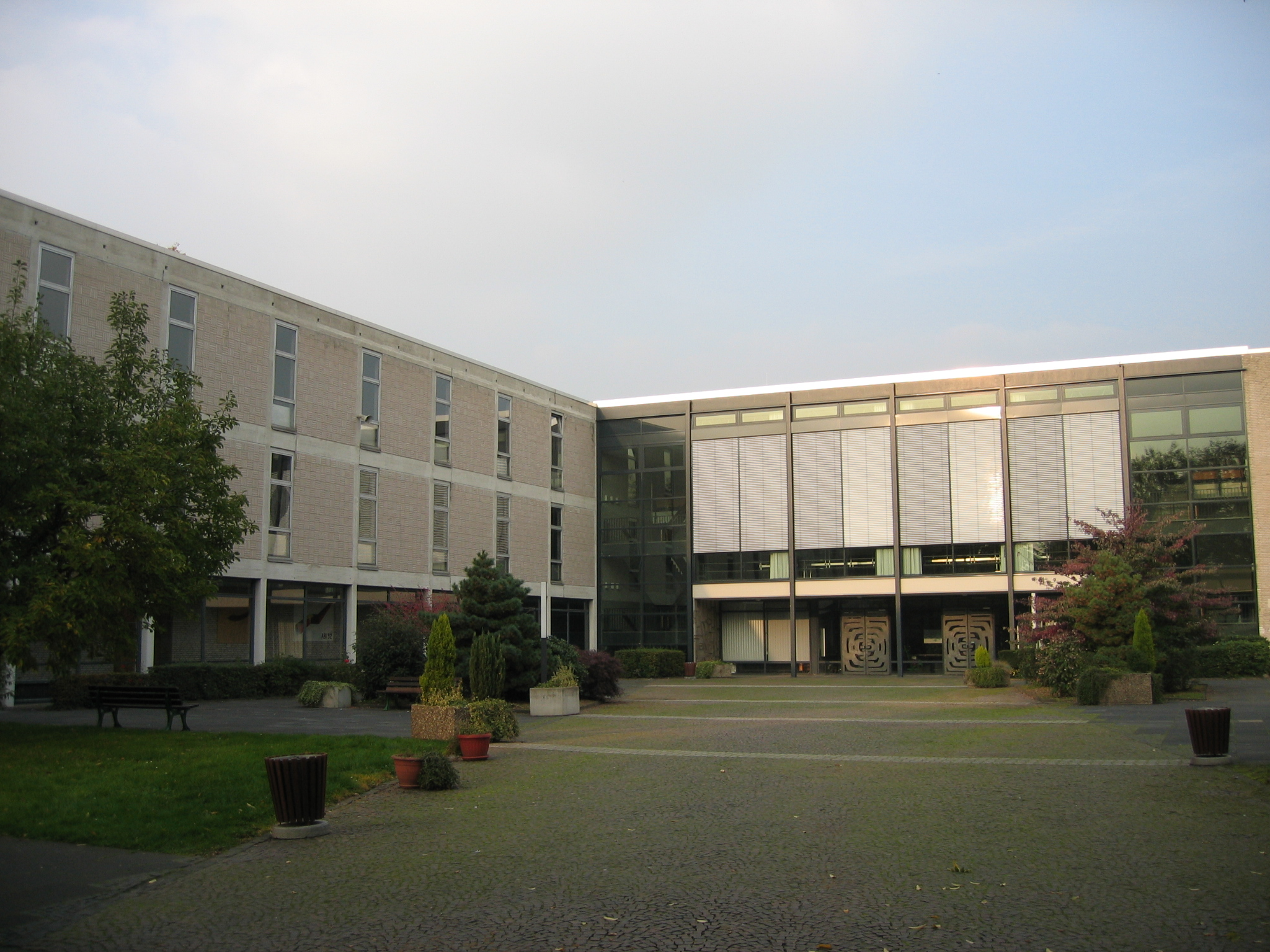
Hauptgebäude des Helmholtz-Gymnasiums (2007)
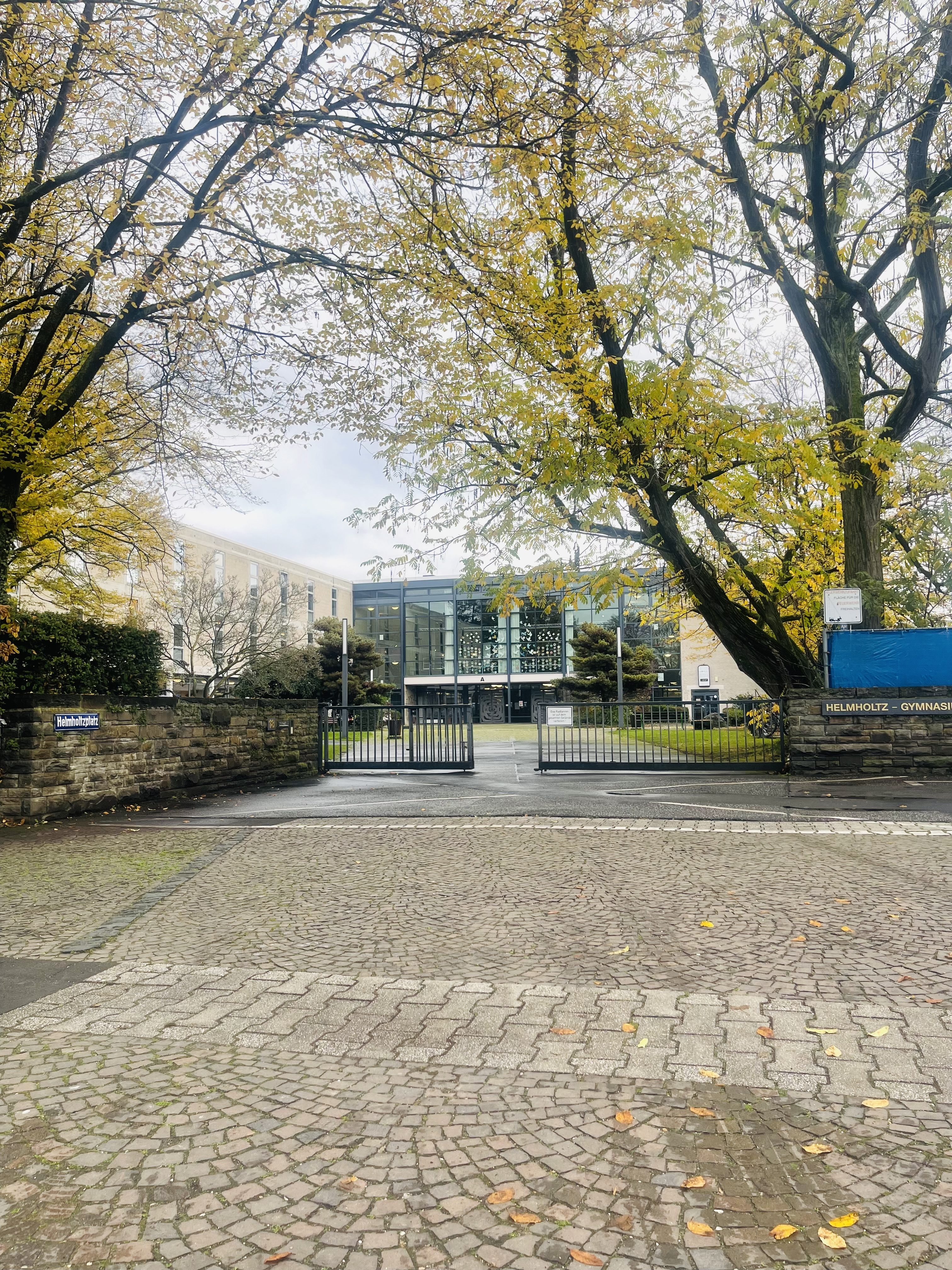
Der Vorhof des Helmholtz-Gymnasiums (2024)
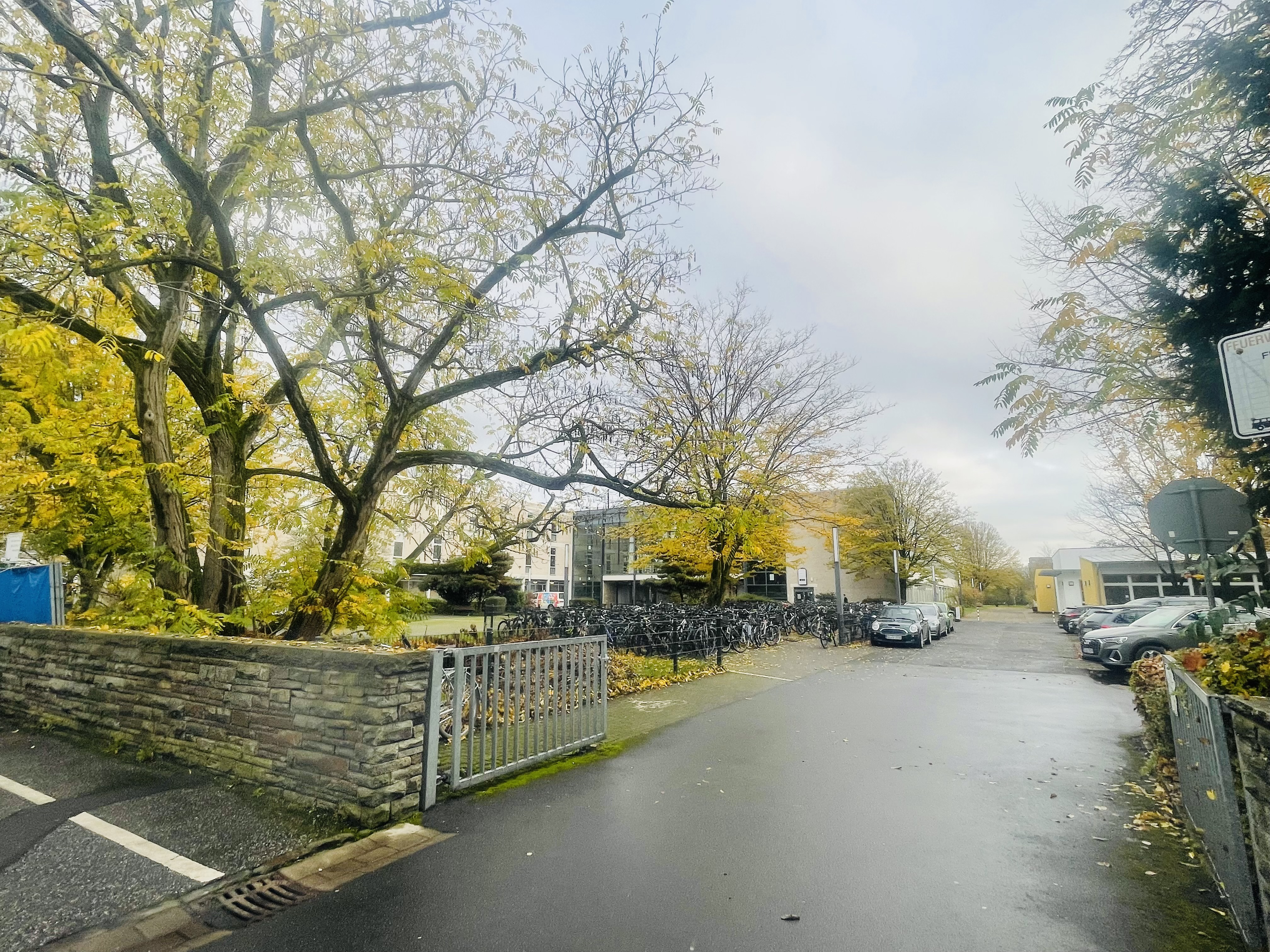
Die Autoeinfahrt des Helmholtz-Gymnasiums (2024)
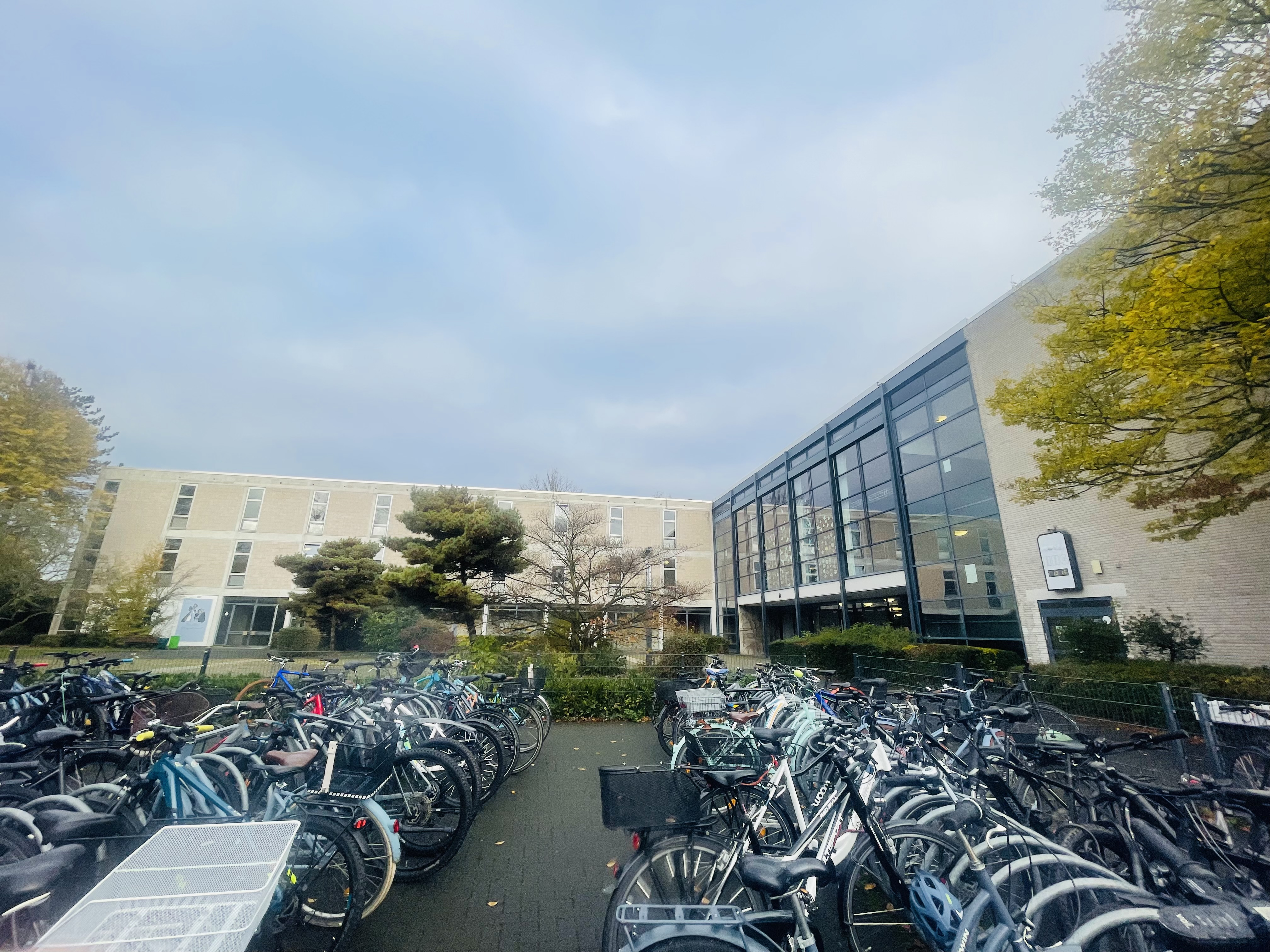
Volle Fahrradständer des Helmholtz-Gymnasiums (2024)
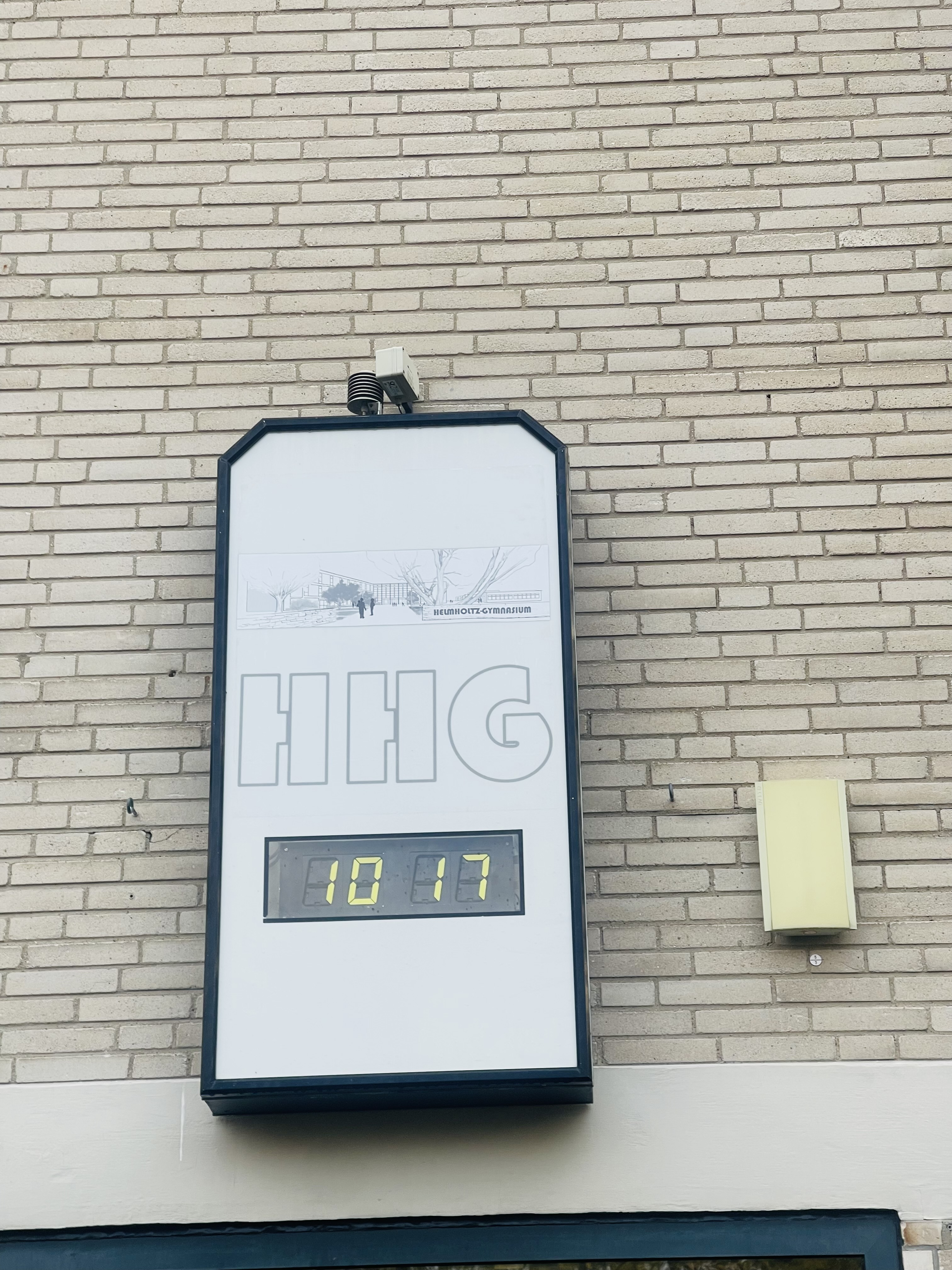
Die Uhr des Helmholtz-Gymnasiums (2024)
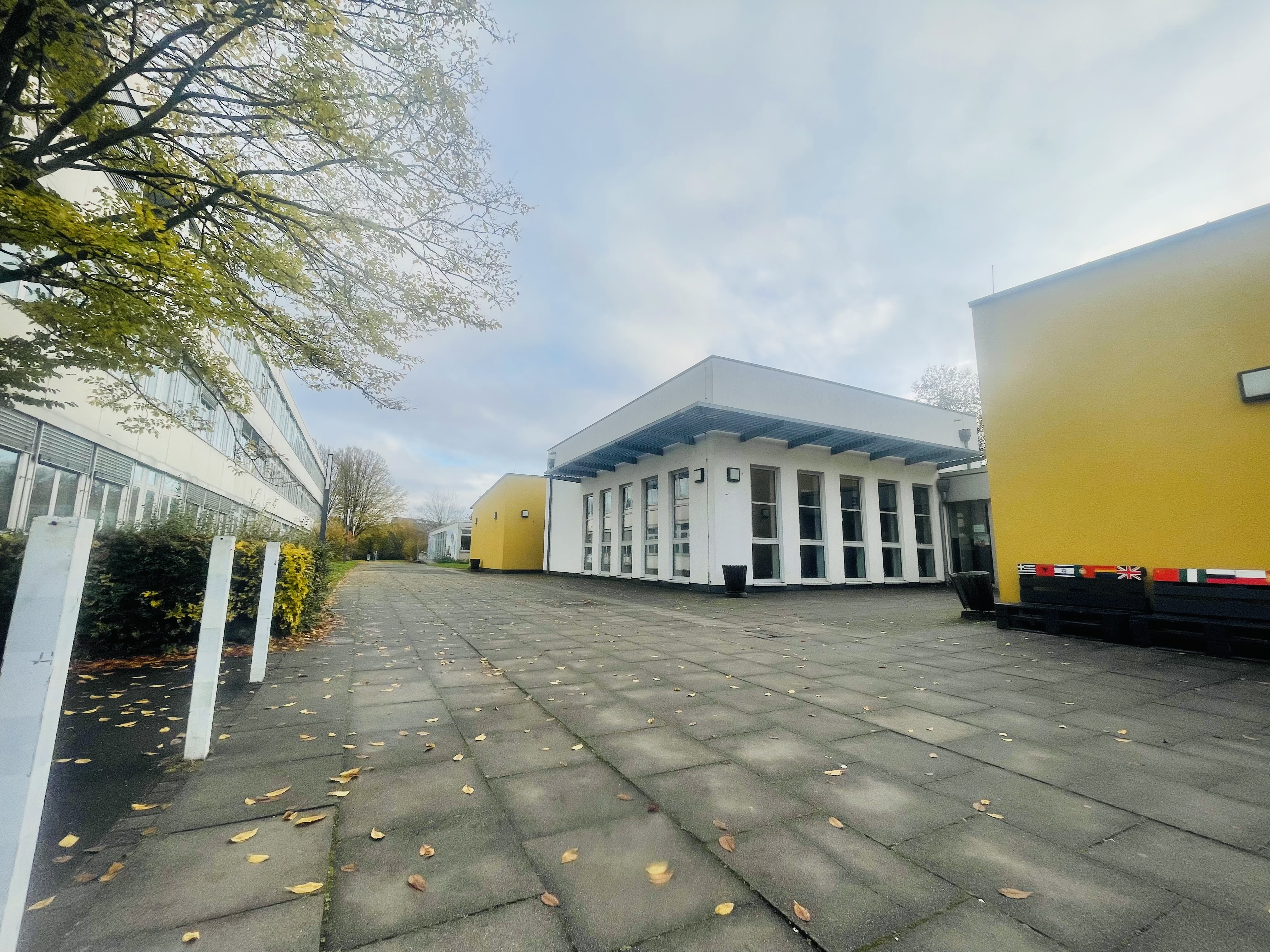
Der Weg zum Sportplatz des Helmholtz-Gymnasiums (2024)
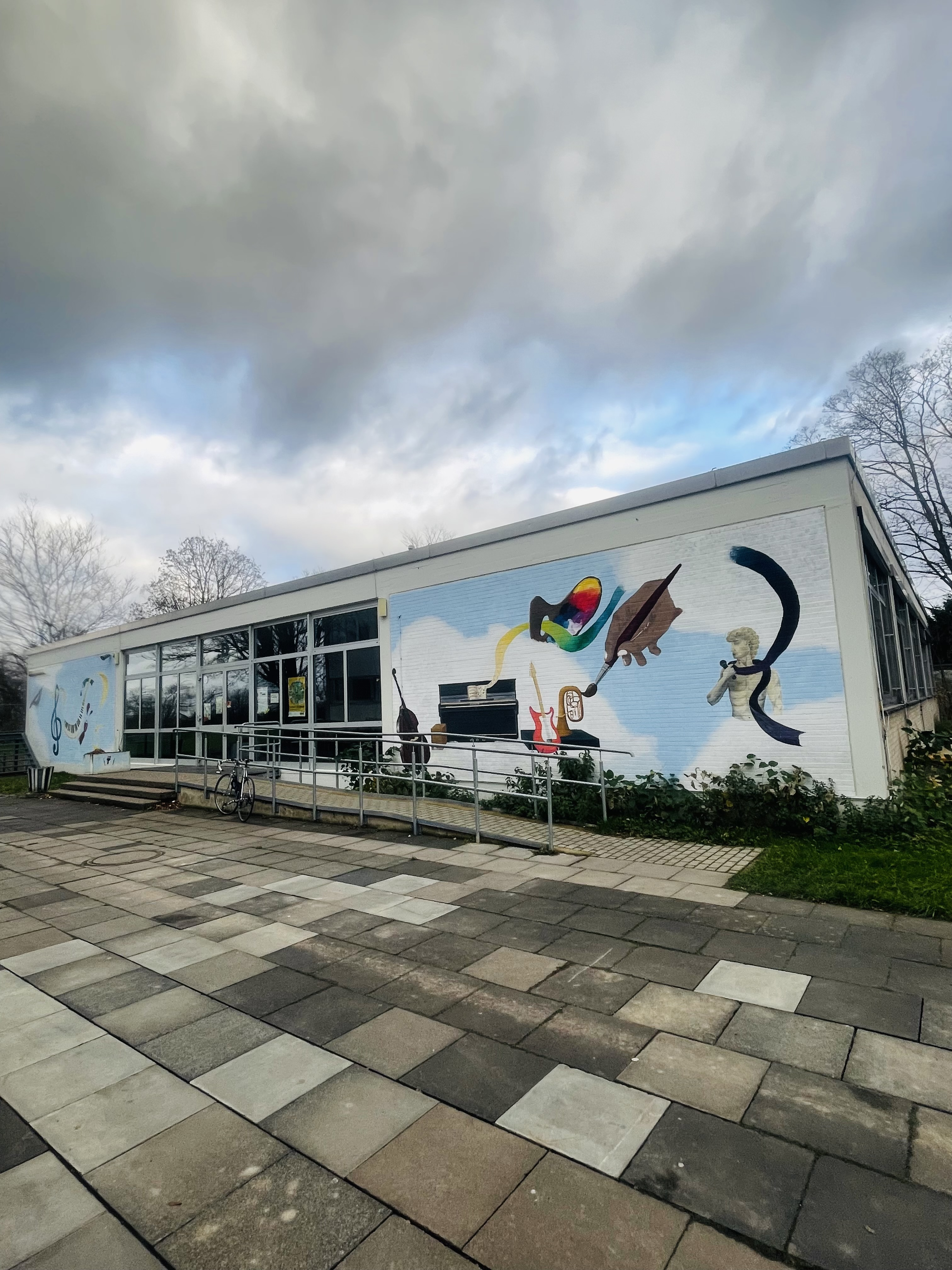
Musikgebäude des Helmholtz-Gymnasiums (2024)
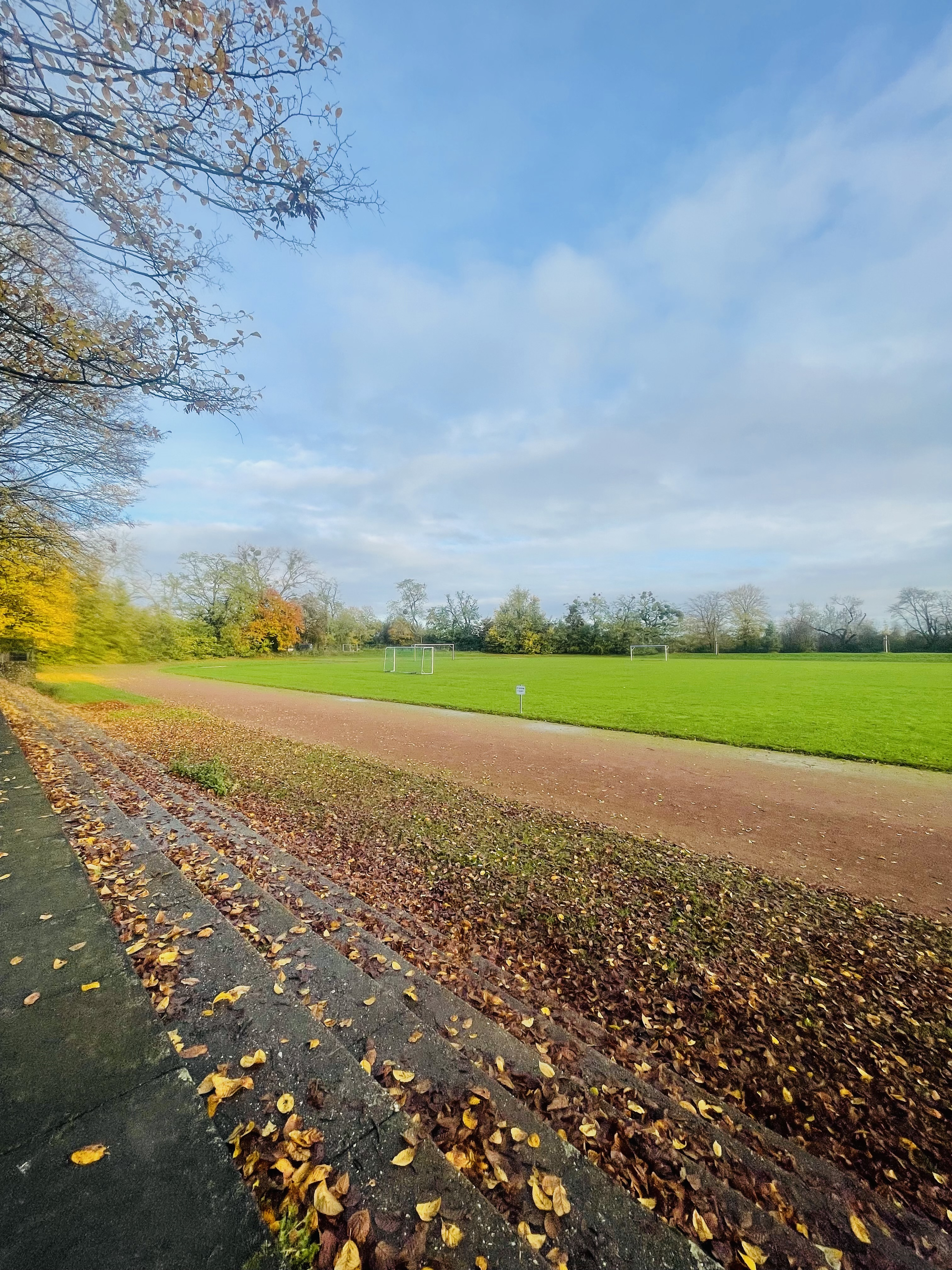
Der Sportplatz des Helmholtz-Gymnasiums (2024)
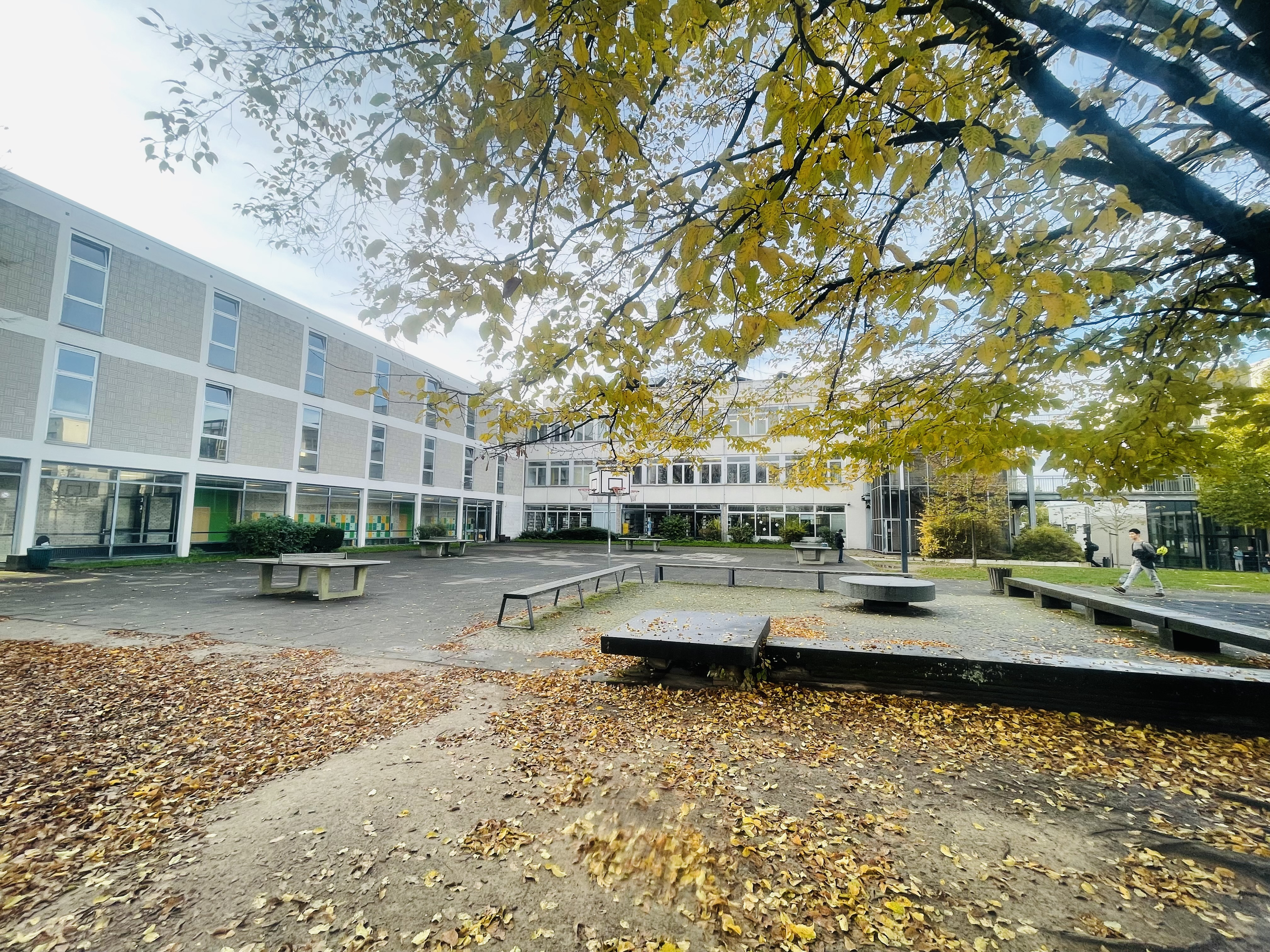
Schulhof des Helmholtz-Gymnasiums (2024)
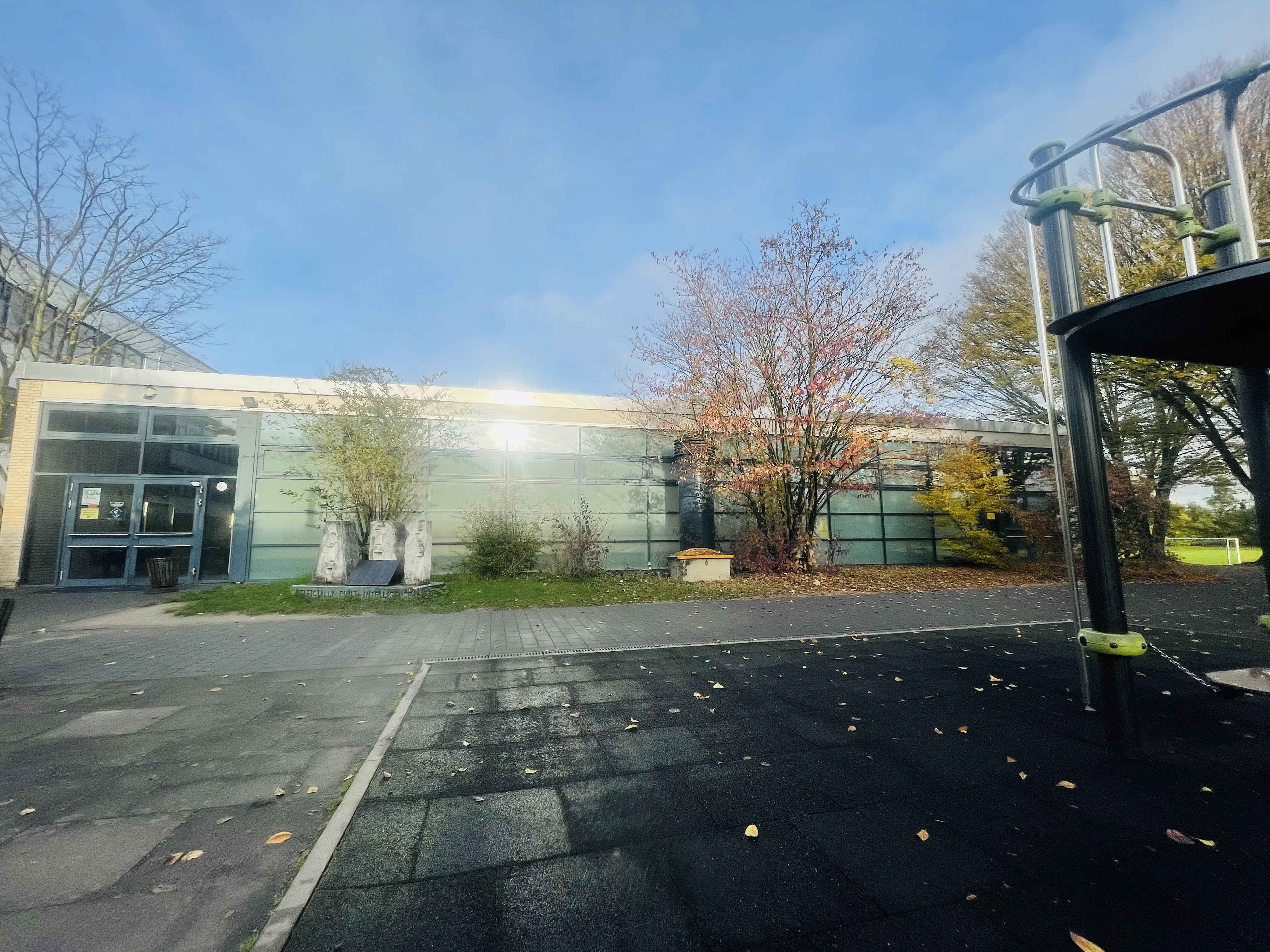
Sporthalle des Helmholtz-Gymnasiums (2024)
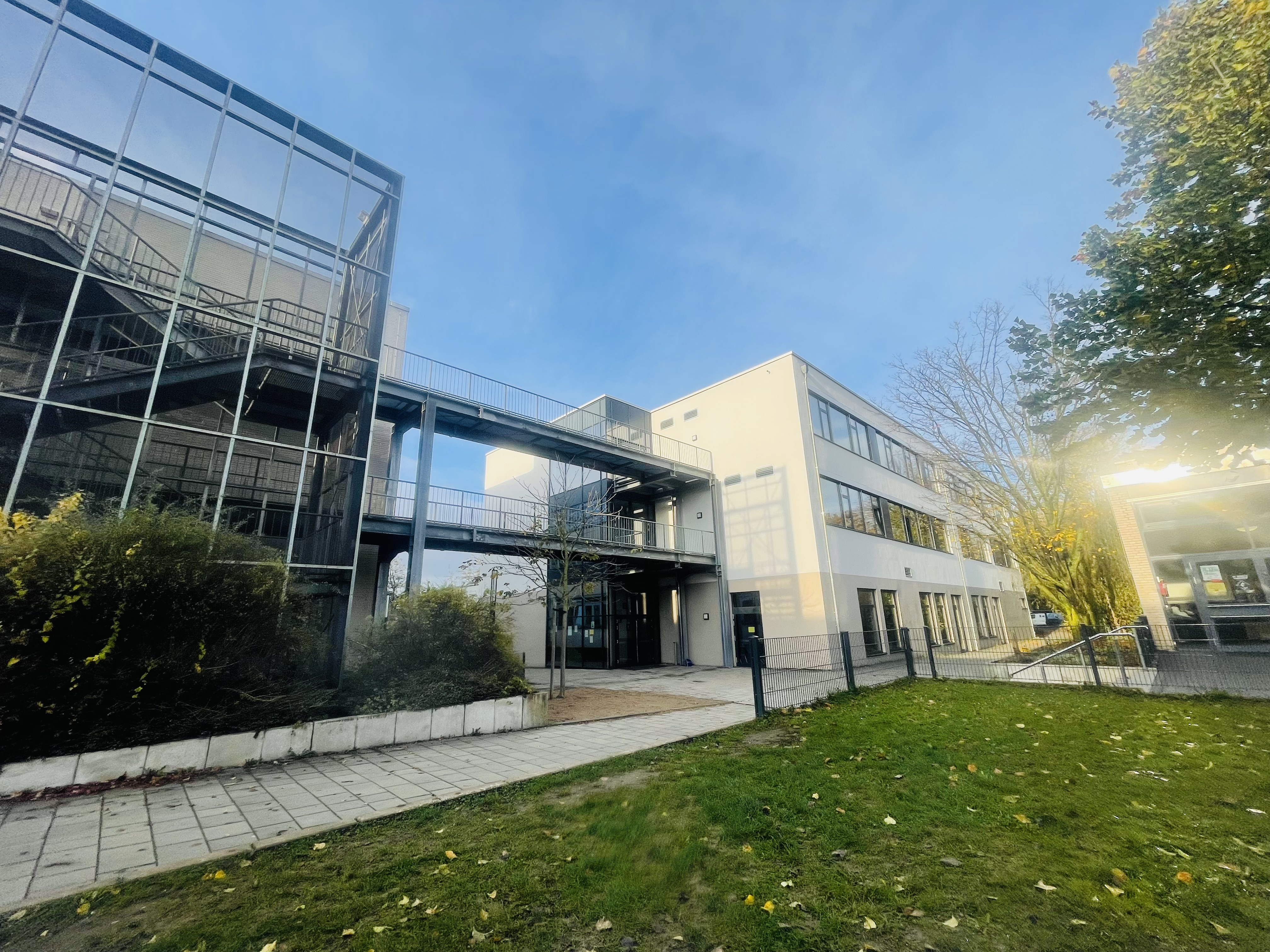
Der Neubau des Helmholtz-Gymnasiums (2024)